# Populacja standardowa
Populacja standardowa to populacja statystyczna, którą tworzymy przy porównywaniu dwu lub więcej populacji w celu wyeliminowania pewnych czynników strukturalnych mogących wpłynąć na porównanie.
Przykład: Porównujemy stopę bezrobocia na dwóch hipotetycznych obszarach A i B. Wyniki badań przedstawia tabelka:
|                          | obszar A            | obszar A         | obszar A                 | obszar B            | obszar B         | obszar B |
| liczba zdolnych do pracy | liczba bezrobotnych | stopa bezrobocia | liczba zdolnych do pracy | liczba bezrobotnych | stopa bezrobocia |          |
| kobiety                  | 1000                | 150              | 0,15                     | 800                 | 135              | 0,16875  |
| mężczyźni                | 600                 | 114              | 0,19                     | 1000                | 200              | 0,20     |
| ogółem                   | 1600                | 264              | 0,165                    | 1800                | 335              | 0,18611  |

Można zauważyć, że na obszarach A i B istnieją różnice w proporcjach płci, przez co stopy bezrobocia nie mogą być porównywane.
Aby wyeliminować wpływ czynnika płci na wyniki, tworzymy populację standardową, to znaczy taką, do której moglibyśmy odnieść obszar A i obszar B. Łączymy populacje A i B i sprawdzamy, co stałoby się, gdyby stopy bezrobocia z obszarów A i B obowiązywały w całej populacji:
|                                 | Populacja standardowa | Prawdopodobieństwo bezrobocia według obszaru A | Liczba bezrobotnych w populacji standardowej | Prawdopodobieństwo bezrobocia według obszaru B | Liczba bezrobotnych w populacji standardowej |
| kobiety                         | 1000 + 800 = 1800     | 0,15                                           | 1800 * 0,15 = 270                            | 0,16875                                        | 1800 * 0,16875 = 303,75                      |
| mężczyźni                       | 600 + 1000 = 1600     | 0,19                                           | 1600 * 0,19 = 304                            | 0,20                                           | 1600 * 0,20 = 320                            |
| ogółem                          | 1800 + 1600 = 3400    |                                                | 574                                          |                                                | 624                                          |
| standaryzowana stopa bezrobocia |                       |                                                | 574 / 3400 = 0,16882                         |                                                | 624 / 3400 = 0,18353                         |

Dokonaliśmy standaryzacji stopy bezrobocia. Jak widzimy różnica w stopach bezrobocia po wyeliminowaniu czynnika płci jest o wiele większa, niż mogłoby się wydawać na początku.
Populacja standardowa najczęściej ma wyeliminować wpływ czynnika wieku i jest stosowana w obliczaniu wielu wskaźników, m.in. stopy bezrobocia, umieralności na poszczególne choroby itd.